# Bellu guaglione
Bellu guaglione è un singolo del cantante italiano Rosa Chemical, pubblicato il 19 maggio 2023.

## Descrizione
Il singolo presenta un campionamento del brano 'O sarracino di Renato Carosone del 1958.

## Video musicale
Il video, diretto da Asia J. Lanni e Nicola Bussei, è stato reso disponibile il 25 maggio 2023 attraverso il canale YouTube del cantante.

## Tracce
Testi di Alessandro La Cava, Manuel Franco Rocati e Nicola Salerno, musiche di Oscar Inglese, Gregory Taurone e Renato Carosone.
1. Bellu guaglione – 2:54